# Balkh University
Balkh University är ett universitet i Afghanistan.   Det ligger i provinsen Balkh, i den norra delen av landet, 300 kilometer nordväst om huvudstaden Kabul. 